# Vic Crezée
Vic Crezée (Amsterdam, 1987), echte naam Victor Crezée, voorheen bekend als Lil' Vic, is een Nederlandse hiphop- en house-dj en muziekproducent uit Amsterdam. Hij is bekend van zijn mixtapes, zijn samenwerking met Faberyayo en zijn bijdrage aan de Amsterdamse clubscene.

## Carrière
De muzikale carrière van Crezée begon op jonge leeftijd bij de Amsterdamse platenzaak Fat Beats, waar hij onder begeleiding van eigenaar Edson Sabajo, Mr. Wix, Kid Sublime en andere dj's leerde draaien en mixen. Crezée maakte naam door zijn optredens op evenementen zoals Appelsap en Knockout en zijn deelname aan de Fat Beats-radioshow op Kink FM.
Als producer bracht hij diverse mixtapes uit, waaronder Het Grote Gedoe en Het Grote Gedoe 2: Angst en Walging  in samenwerking met Faberyayo, en The Robert Sylvester Kelly Story, een vierdelige mixtapeserie als eerbetoon aan R. Kelly. In 2015 bracht hij zijn debuut-EP White Boy Wasted uit via Magnetron Music, met gastbijdragen van artiesten als Faberyayo, Willem de Bruin en Adje.
Crezée heeft samengewerkt met artiesten als Tom Trago, FS Green en Yung Felix en was resident-dj op locaties zoals De School, Bitterzoet, Jimmy Woo en Paradiso. Hij wordt erkend voor zijn bijdrage aan de Amsterdamse clubscene.
Daarnaast vervult Crezée een rol als 'musical director' bij Patta, een Nederlands modemerk en is hij lid van de Amsterdamse postpunkgroep OWN, samen met Vincent van de Waal en kunstenaar Paul du Bois-Reymond, die in 2021 hun debuutalbum uitbrachten.